# Drosophila varipennis
Drosophila varipennis är en tvåvingeart som först beskrevs av Grimshaw 1901.  Drosophila varipennis ingår i släktet Drosophila och familjen daggflugor.
Artens utbredningsområde är Hawaii.